# Foundational Model of Anatomy
Foundational Model of Anatomy Ontology (FMA) er en reference ontologi for domænet anatomi. Det er en symbolsk repræsentation af den kanoniske, fænotypiske struktur på en organisme; en spatial-struktural ontologi af anatomisk entitet og relationer der former den fysiske organisering af en organisme på alle fremtrædende niveauer af granularitet.
FMA er udviklet og vedligeholdt af Structural Informatics Group på University of Washington.
| Anatomi | Spire Denne artikel om anatomi er en spire som bør udbygges. Du er velkommen til at hjælpe Wikipedia ved at udvide den. |